# کیم پروت
کیم پروت (انگلیسی: Kim Perrot; ۱۸ ژانویهٔ ۱۹۶۷ – ۱۹ اوت ۱۹۹۹) بازیکن بسکتبال اهل ایالات متحده آمریکا بود.